# Тони Мартин
Тони Мартин (на английски: Tony Martin), с пълно име Антъни Филип Харфорд, е английски вокалист, роден на 19 април 1957 г. в Бирмингам, Великобритания. Той е най-известен с работата си в групата Блек Сабат (1987 – 1991, 1993 – 1997). Мартин става петият певец (след Ози Озбърн, Рони Джеймс Дио, Иън Гилън и Глен Хюз ), който записва студийни албуми със Сабат.
Мартин също участва активно в проекти като „Тони Мартин бенд“, M3, The Alliance, Миша Галвин, Клетката (The Cage), „Giuntini Project II“, Phenomena (албум на Psychofantasy). Въпреки че Мартин е известен като вокалист, той свири на много инструменти. В едно интервю той казва, че свири на китара, бас, барабани, цигулка, клавир, хармоника, гайди и панфлейта. В соловия си албум от 2005 г. „Крещи“ той пее вокал и свири на бас, барабани, цигулка и китара.
През 2011 г. заедно с китариста на Кинг Даймънд Анди Ла Рок и бившия басист на Хамърфол Магнус Розен организира проект, наречен BLACK.

## Дискография

### Солови албуми
- Back Where I Belong – 1992
- Angel in the Bed – 1992 – сингъл
- If There Is a Heaven – 1992 – сингъл
- Scream – 2005
- Who Put the Devil in Santa – 2008 – сингъл
- Thorns – 2022

### С Black Sabbath
- The Eternal Idol – 1987
- Headless Cross – 1989
- Tyr – 1990
- Cross Purposes – 1994
- Cross Purposes Live – 1995
- Forbidden – 1995
- The Sabbath Stones – 1996

### С Giuntini Project
- Giuntini Project – 1994
- The Giuntini Project II – 1998
- Giuntini Project III – 2006
- Giuntini Project IV – 2013
- Great Lefty: Live Forever! (Tribute to Tony Iommi Godfather Of Metal) Композиция Anno Mundi – 2015

### СДарио Моло
- The Cage – 1999
- The Cage II – 2002
- The Third Cage – 2012

### С други групи
- Forcefield – Forcefield II: The Talisma – 1988
- Misha Calvin – Evolution – 1993
- Rondinelli – Our Cross, Our Sins – 2002
- Empire – Trading Souls – 2003
- M3 – Classic Snake Live Vol. 1 – кавър на Уайтснейк – 2003
- Empire – The Raven Ride – 2006
- Phenomena – PsychoFantasy – 2006
- Mario Parga – Spirit Of Night – 2008
- Arrayan Path – Ira Imperium – 2011 – композиция Ira Imperium
- Wolfpakk – Wolfpakk – 2011
- Silver Horses – Silver Horses – 2011
- Voices Of Rock II – High & Mighty – 2009
- Sebastien – (feat. Tony Martin, Роланд Грапов and Marthus) – 2014